# Coltabaco-épület
A Coltabaco-épület a kolumbiai Cali belvárosának egyik jellegzetes építészeti értéke. A spanyol reneszánsz és arab hatásokat mutató stílusú építmény a város nyugati részén, a Parque de los Poetas tér szélén, az Ortiz híd déli végénél, a Cali folyó jobb partján helyezkedik el.

## Története
Az épületet az ország legnagyobb dohánycége, a Colombiana de Tabacos (Coltabaco) építtette. A munkálatok 1934-ben kezdődtek Guillermo Garrido tervei alapján, az ünnepélyes felavatásra a város alaptásának 400. évfordulóján, 1936-ban került sor. Az új, kezdetben a közeli hídról El Puente („A Híd”) elnevezésű, nagyszabású, fenséges kisugárzású épületet, amelynek akkor még a legfelső szint fölé magasodó tornya is volt, sokan templomnak vagy kápolnának hitték vagy legalábbis érezték: számos arra járó letérdelt előtte és keresztet is vetett. 1950-ben az addig kétemeletes épületet átépítették: ekkor létesült legfelső szintje is. 1959-ben nemzeti örökséggé, 1993-ban pedig városi építészeti örökséggé nyilvánították, 1969-ben felvették a kulturális javak listájára. 2016-ban adományozás útján a város tulajdonába került.

## Képek

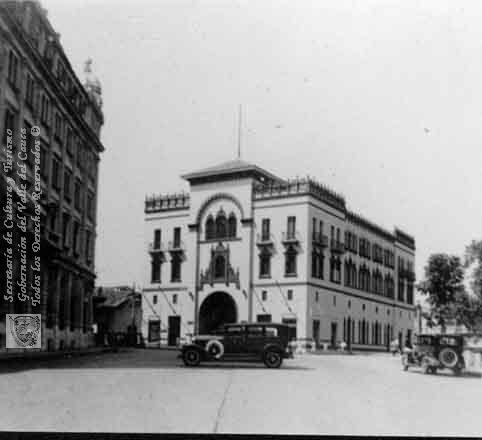
Egy régi képen
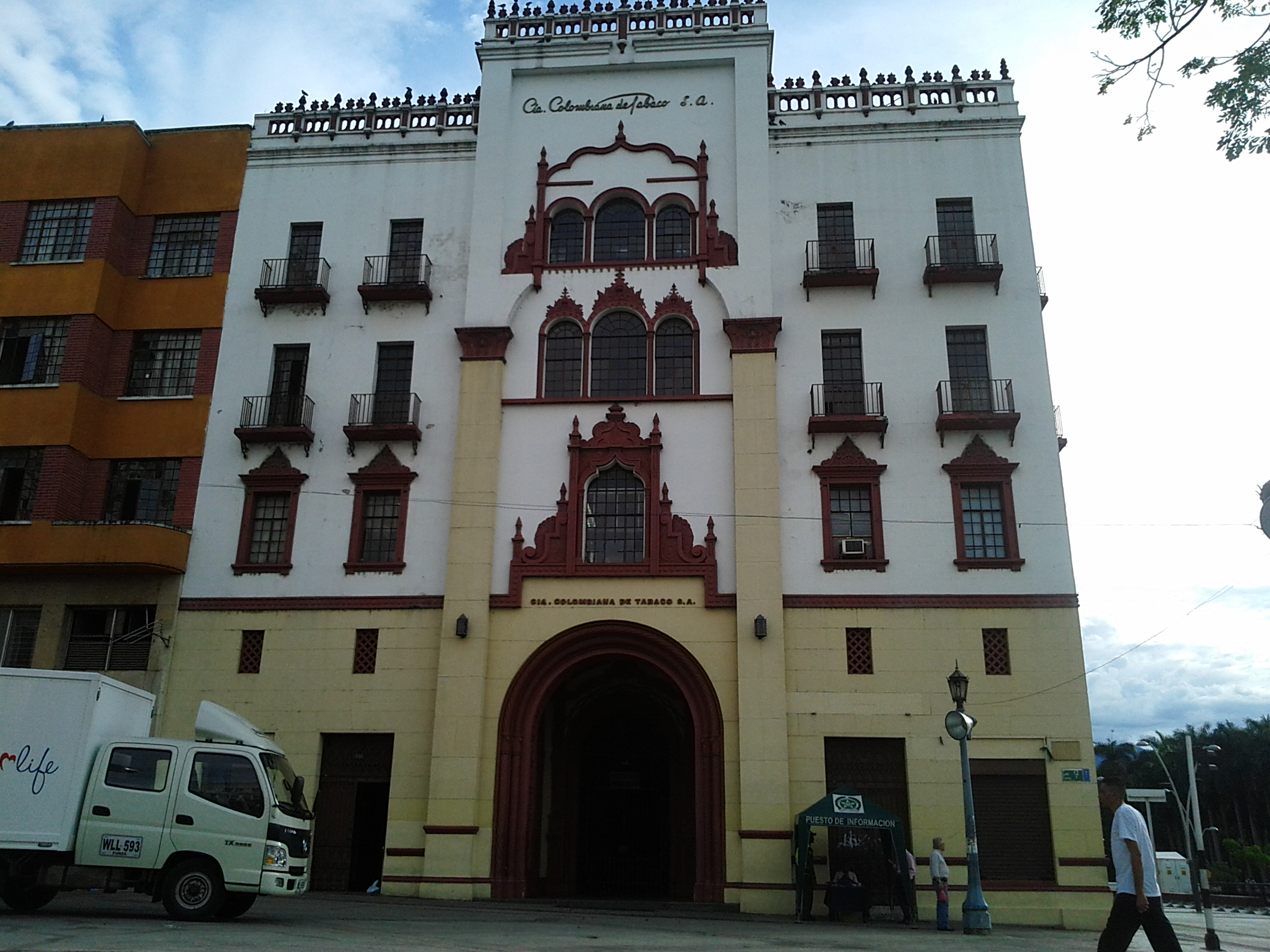
Szemből
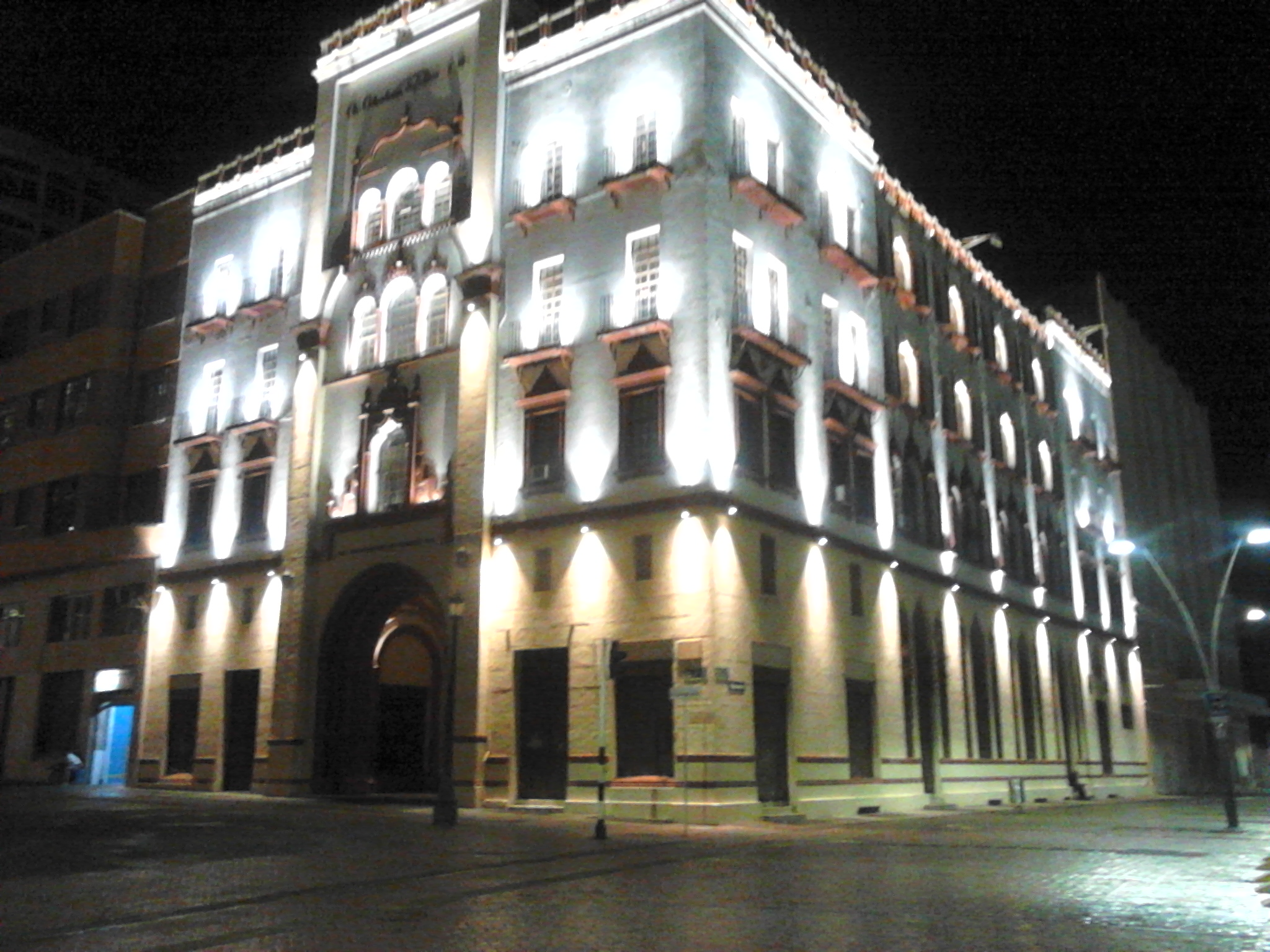
Éjszaka
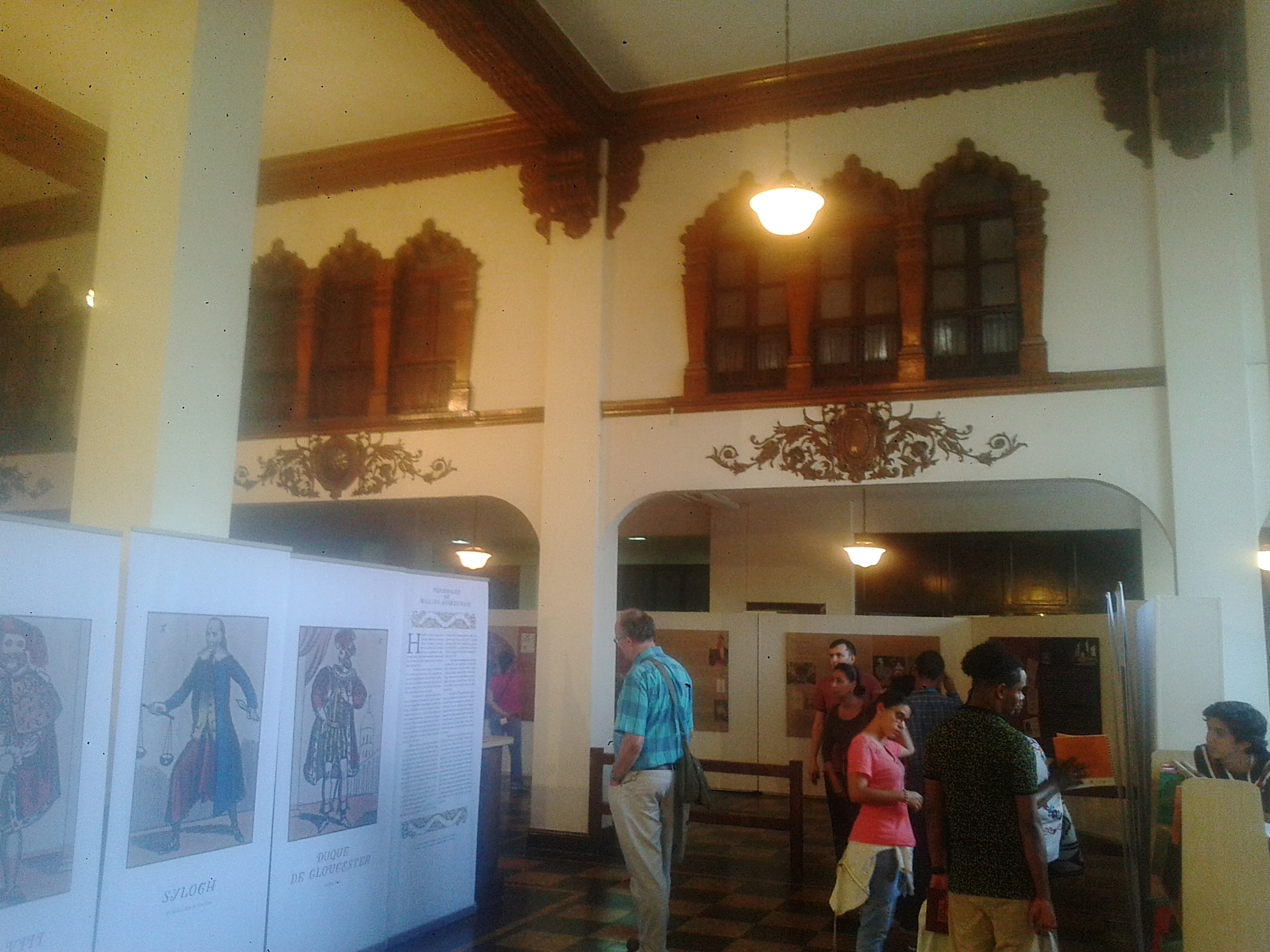
Belseje a Nemzetközi Könyvfesztivál idején